# 唐橋在数
唐橋 在数（からはし ありかず）は、室町時代後期から戦国時代にかけての公家。権中納言・唐橋在治の子。官位は正四位下・大学頭。

## 経歴
唐橋家は摂関家九条家の家令であり、在数もまた「雑務執事」として九条家に仕えていたが、主人であった九条政基とは従兄弟同士でもあった。また、後土御門天皇の六位蔵人・近臣や、嘉楽門院の院司も務めていた。在数には自筆の短冊が複数枚現存している。

### 九条政基父子による殺害
応仁の乱中、九条政基は近江国の坂本に避難していたが、公事用途200貫文を家司・在数に立て替えてもらい、その借銭の棒引きの条件として、文明4年（1472年）に残り少ない家領のなかから和泉国日根荘入山田（いりやまだ）村の年貢を息子・尚経の代まで在数に引き渡す約定となった。このように九条家の財政が破綻状態にあったことに加え、延徳元年（1489年）に在数の父・在治が死去すると、自らが直接九条家の家政を執ろうとする政基と、父の地位を継いで九条家家政を握ろうとする在数の対立に発展した。
この頃、在数は日根荘からの段銭徴収に失敗した穴埋めのため、日根荘を抵当として根来寺から融資を受けた。だが、その返済が滞ったことから、根来寺は抵当権の実行を図り、九条家は財政上きわめて重要な所領を喪失する危機に直面することになった。この責任を、両者は押し付け合うこととなる。
政基からすれば「九条家から委任された荘園を運用している在数が、運用のために自身で勝手に作った借金」であるが、在数からすれば「九条家からの金銭調達要求のために、自身が委任されている“九条家の日根荘”から得ようとした収入が足りなかったため、日根荘を担保に他所から借りた。困窮する九条家の財政を何とかするために必要だった借金」、根来寺にとっては「九条家の家司が九条家運営の資金を調達するために、九条家の日根荘を担保に作った借金であり、返済目処が立たないなら日根荘を渡すべし」となる。
明応5年（1496年）正月7日に在数は関係が険悪化し出仕を止められていた九条邸に押しかけ、政基・尚経父子に対して返済の談判をしたが、これに腹を立てた政基父子により殺害された。

### 在数殺害後
家司とはいえ、在数は殿上人として天皇に直接仕える身として大学頭・大内記の官職に任じられており、公卿に昇りうる家格を有した堂上家の当主であった。そのため唐橋家と同じく菅原姓の公家（高辻長直など）は猛烈に抗議し、朝廷は公家間での殺人事件に対応を苦慮した。政基・尚経父子は勅勘を受け、朝廷への出仕を止められ九条家は家礼を持つことを禁じられた。父子への処分自体は軽微だったがその影響は少なくなく、赦免後も中御門宣胤のように九条家への不信・嫌悪から交際を断ったり、関係を離れていく公家がおり、九条家は他の摂家に比べて地位を低下させることになる。また、政基の子息・義堯が10代将軍・足利義尹（義稙）の猶子となったが、政基が在数の殺害で先帝の勅勘を蒙っていたこともあり、義尹は猶子の件を後柏原天皇に伺った上で決めており、在数殺害の一件は政基の晩年になってもなお尾を引いていた。

## 官歴
『諸家伝』による。
- 時期不詳：給穀倉院学問料。文章得業生
- 文明14年（1482年） 10月2日：献策。12月：従五位下
- 文明16年（1484年） 12月30日：従五位上
- 文明17年（1485年） 4月10日：少納言兼式部少輔大内記
- 文明19年（1487年） 3月15日：正五位下、文章博士
- 長享3年（1489年） 2月2日：従四位下
- 延徳4年（1492年） 正月6日：従四位上。9月21日：大学頭
- 明応3年（1494年） 正月6日：正四位下
- 明応5年（1496年） 正月7日：卒去

## 系譜
- 父：唐橋在治 - 高辻長直の前任の北野の長者、九条政忠・政基兄弟の家督争いでは政基の擁立に奔走した。
- 母：不詳
- 生母不詳の子女
  - 男子：唐橋在名（ありな）
  - 男子：薄以緒（1494-1555） - 薄以量の養子
- 孫：唐橋在通（ありみち）- 一色氏に養子へ行き、一色昭孝（いっしき あきたか）として足利義昭より偏諱の授与を受ける。昭孝は後に唐橋に復姓し、名を在通と変えた[注釈 1]。